# 全球在地化
全球在地化（英語：Glocalisation / Glocalization）。是全球化（globalization）與在地化（localization）兩字的結合。全球在地化意指個人、團體、公司、組織、單位與社群同時擁有「思考全球化，行動在地化」的意願與能力。這個詞被使用來展示人類連結不同尺度規模（從地方到全球）的能力，並幫助人們征服中尺度（meso-scale）、有界限的「小盒子」（little-box）的思考。

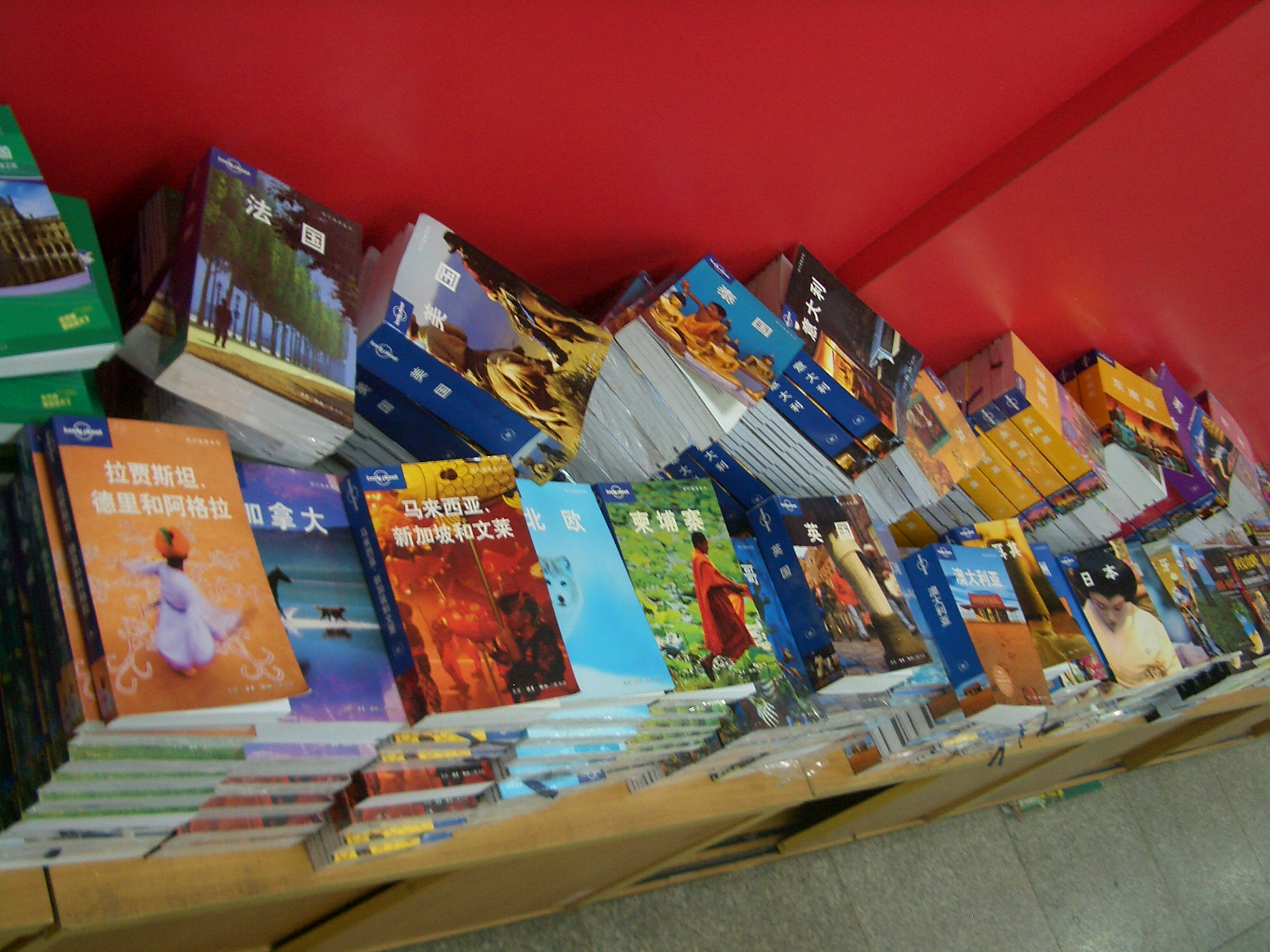
蘭州一間書店販賣介紹各國的書籍

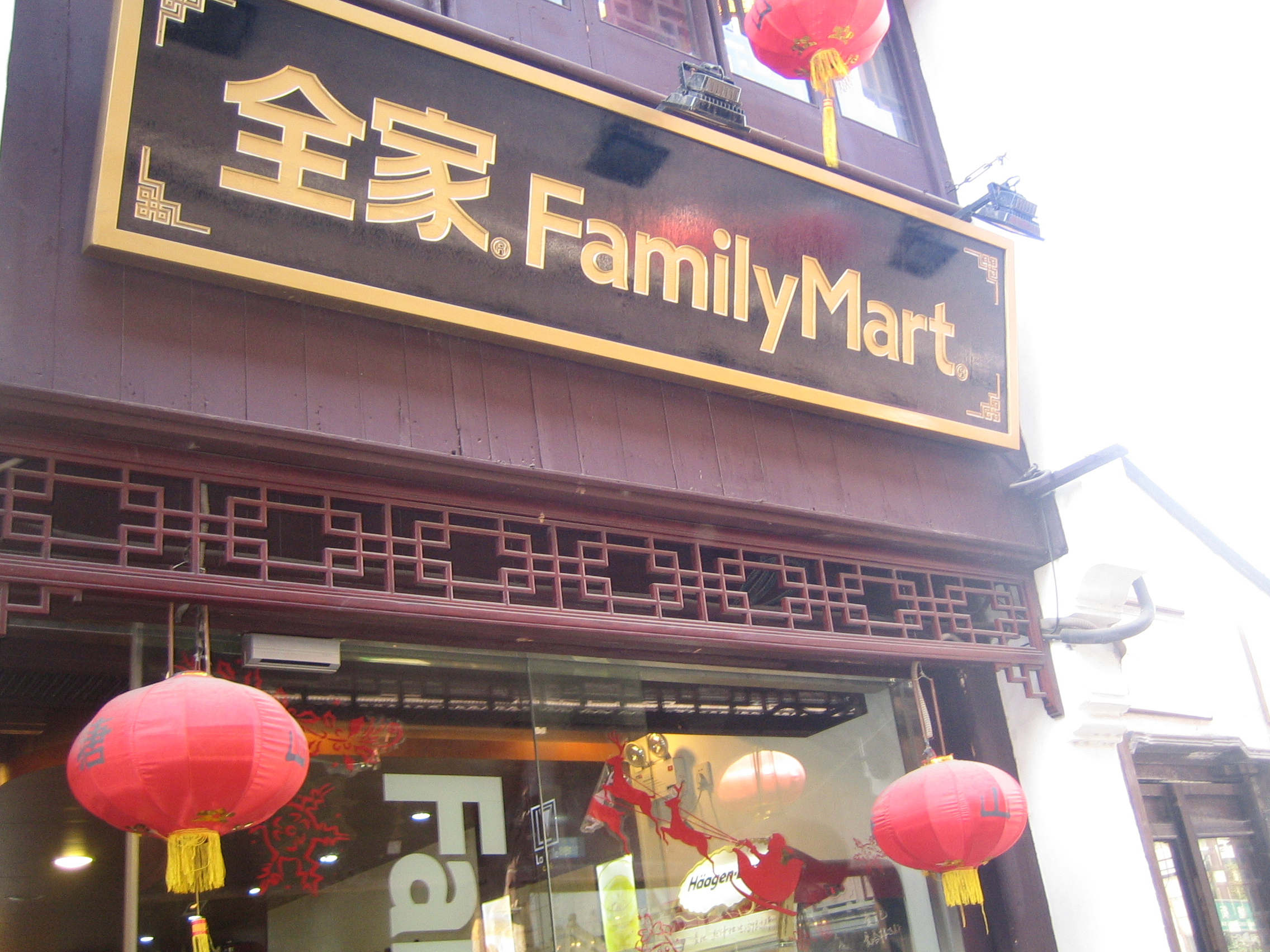
FamilyMart在中國大陸的一个旅游景点以中式風格裝潢的店铺

## 用法
- 個人、家庭和組織保持着包含本地和長距離互動的人際交往網絡。[1]
- 將特定的地方（小鎮、城市或國家）宣佈為世界領域，在世界範圍內具有責任和權利。這一過程始於1950年的法國 ，最初被稱為“mondialisation”。

## 案例
在不同脈絡的使用下，全球在地化的意義組成也有差異：
- 結合囊括在地、區域與全球，或是「微型─中型─巨型」這種單一向度：如Manfred Lange[2]在1989年籌備「全球轉變」（Global Change）展覽時，曾使用德語“glokal”（=英語glocal）一詞描述Heiner Benking的展品「Blackbox Nature」。[3]
- 使用電子通訊技術如網際網路，在全球或跨區域基礎上提供在地服務：如Craigslist與Meetup即是以網站應用程式建立全球在地化途逕的例子。

沃爾瑪與家樂福，在近些年相繼退出日本、韓國市場，究其原因，就是不懂得「入境隨俗」。一些分析師認為，沃爾瑪不夠了解韓國消費者的行為。「貨架即倉庫」是這類大型折扣店的顯著特徵，但是韓國消費者仍希望擁有在百貨公司購物的感覺。
而家樂福在日本失敗的原因，是因為未根據當地的商業文化與消費習慣做調整。雖然遠離市區的家樂福門市擁有價格低廉的優勢，但是目標消費者講究食材的新鮮度，購買大量商品放在家裡慢慢吃並不符她們的需求。
除了零售業，網際網路業者也犯了同樣的錯。多年來eBay堅持以百分之百移植全球平台，做為擴展海外市場的策略；然而這樣的方式在亞洲市場幾乎行不通，本地化的彈性顯然不足。雖說「網路無國界」，但仍須考量消費者的使用習慣，而不是只進行語言的轉換。以上例子證明了全球品牌如果沒有加入在地化的精神，絕對難以得到當地人的支持。在全球化已成趨勢之後，許多人對品牌的四處擴充已逐漸產生反感，開始拒絕成為全球品牌的殖民地。

## 全球在地化的品牌精神
「全球在地化」（glocalization）的觀念應運而生，意指「全球性的在地化」（global localization），強調全球化必須與在地化緊密結合。
全球在地化策略就像天平的兩端，一端是全球化，一端是在地化，企業必須明確區隔全球化與在地化的意義，並且在全球市場的架構下，找出一個最適切的點切入，發展出適應本土市場的策略。
很多企業並不了解全球化的意義，當某項商品在某個市場上銷售長紅，便認為在別的市場一定也會成功；他們更天真地認為，只要使用當地語言架設好網站，再佐以同樣的廣告與促銷活動，消費者就會蜂擁而來。但事實絕非如此。
全球在地化主張企業必須因應各地的特殊文化。原則上，帶著愈多文化意義與感情，或欲強調個性化的商品，需要愈多的在地化，才能使消費者接受。

## 全球在地化的主要內容

### 了解當地文化
許多企業經理人忘了，「文化差異」才是國與國之間的最大障礙。例如豐田汽車（Toyota）在波多黎各推出Fiera車款時踢到鐵板，原來該字在當地意指「又醜又老的女人」。又如1980年代由日本研發出的能量飲料「寶礦力水得」，堪稱亞洲文化圈的國民飲品之一。然而，它在被引入西方市場時，卻引起一陣不小的騷動，因為其英文名稱Pocari Sweat中的Sweat，在英文意指「汗」，使得這一瓶又一瓶白濁色的「汗」，一推出便嚇跑了許多以英文為母語的消費者。

### 避免完全橫向移植
MTV台當年進軍印度市場時，主打的音樂以西方的饒舌音樂、熱門音樂、搖滾樂為主，但是營運一段時間後終於發現，還是必須兼顧印度人最常聽的班格拉舞曲（bhangra）。
即使是世界知名企業如麥當勞（McDonald's）與肯德基（Kentucky Fried Chicken），也必須在不同市場研發迎合當地口味的餐點。

### 保留被併購企業的核心價值
很多企業並不了解欲購併的品牌之核心精神，以致在購併之後，因為操作手法違背該品牌原本的形象，反而損害了品牌價值。全球化已成趨勢，但是世界各地的風俗、消費習慣與味蕾，永遠不可能統一。企業在進行全球市場擴張之際，也須因應地方的特殊文化，進行在地化。如果不能抓住消費者的消費心理與習慣，即使口袋再深、資本再雄厚，仍難以在市場上佔有一席之地。